# Talorchestia palawanensis
Talorchestia palawanensis is een vlokreeftensoort uit de familie van de Talitridae. De wetenschappelijke naam van de soort is voor het eerst geldig gepubliceerd in 1988 door Morino & Miyamoto.